# Gare de Landrecies
Gare de Landrecies vasútállomás Franciaországban, Landrecies településen.

## Vasútvonalak
Az állomást az alábbi vasútvonalak érintik:
- Creil–Jeumont-vasútvonal

## Kapcsolódó állomások
A vasútállomáshoz az alábbi állomások vannak a legközelebb:
- Gare de Hachette
- Gare d’Ors